# Malovoltxanka
Malovoltxanka (en rus: Маловолчанка) és un poble del krai de l'Altai, a Rússia, que el 2016 tenia 582 habitants. Hi ha cinc carrers. La seva història es remunta al 1824.